# Phenacogaster
Phenacogaster es un género de peces de la familia Characidae y de la orden de los Characiformes.

## Especies
- Phenacogaster apletostigma (Z. M. S. de Lucena & Gama, 2007)[1]
- Phenacogaster beni (C. H. Eigenmann, 1911)[1]
- Phenacogaster calverti (Fowler, 1941)[1]
- Phenacogaster capitulatus (Z. M. S. de Lucena & L. R. Malabarba, 2010)[1]
- Phenacogaster carteri (Norman, 1934)[1]
- Phenacogaster franciscoensis (C. H. Eigenmann, 1911)[1]
- Phenacogaster jancupa (L. R. Malabarba & Z. M. S. de Lucena, 1995)[1]
- Phenacogaster maculoblongus (Z. M. S. de Lucena & L. R. Malabarba, 2010)[1]
- Phenacogaster megalostictus (C. H. Eigenmann, 1909)[1]
- Phenacogaster microstictus (C. H. Eigenmann, 1909)[1]
- Phenacogaster napoatilis (Z. M. S. de Lucena & L. R. Malabarba, 2010)[1]
- Phenacogaster ojitatus (Z. M. S. de Lucena & L. R. Malabarba, 2010)[1]
- Phenacogaster pectinatus (Cope, 1870)[1]
- Phenacogaster prolatus (Z. M. S. de Lucena & L. R. Malabarba, 2010)[1]
- Phenacogaster retropinnus (Z. M. S. de Lucena & L. R. Malabarba, 2010)[1]
- Phenacogaster simulatus (Z. M. S. de Lucena & L. R. Malabarba, 2010)[1]
- Phenacogaster suborbitalis (C. G. E. Ahl, 1936)[1]
- Phenacogaster tegatus (C. H. Eigenmann, 1911)[1]
- Phenacogaster wayampi (Le Bail & Z. M. S. de Lucena, 2010)[1]
- Phenacogaster wayana (Le Bail & Z. M. S. de Lucena, 2010)[1]